# Joseph Rond
Joseph Albertus Rond (Amszterdam, Hollandia, 1899. november 19. – Ogden, Utah, 1955. február 16.) holland születésű, amerikai olimpikon, katona.
Az első világháború utáni olimpián, az 1920. évi nyári olimpiai játékokon indult kötélhúzásban. Először a brit, londoni rendőrségi csapat ellen kaptak ki, majd az ezüstéremért küzdöttek meg a belgákkal és tőlük is kikaptak. Így a bronzérem-ágon az olaszokkal csaptak össze, amit megnyerték és végül a bronzéremért ismét a belgákkal harcoltak de ismét kikaptak tőlük. A verseny Bergvall-rendszer szerint zajlott. Rajtuk kívül még négy ország indult (belgák, britek, hollandok és az olaszok).